# Браун, Артур Джуниор
Артур Браун Джуниор (англ. Arthur Brown Jr.) (1874—1957) — американский архитектор, живший в Сан-Франциско и спроектировавший множество его достопримечательностей. Он известен по своей работе с Джон Бейквил Джуниор как «Бейквил энд Браун», а также по более поздним работам после того, как в 1927 году партнерство прекратило существование.

## Карьера
Браун был участником братства Бета Тэта Пи и окончил Калифорнийский университет в Беркли в 1896 году, где он и его будущий партнер Джон Бейквил Джуниор (1872—1963), также участник братства Бета Тэта Пи, были оба протеже известного архитектора Бэй Эрии Бернарда Майбека. Браун отправился в Париж и в 1901 году окончил расположенную там «Школу изящных искусств». Также он посещал студию Виктора Лалу, перед возвращением в Сан-Франциско и началом его творческой деятельности с Бэйквилом в 1905 году.
Их первые заказы перед участием в конкурсе на строительство в 1915 году ратуши Сан-Франциско, которая принесла им наибольшую известность, включали интерьер универмага «Город Париж» и городскую ратушу Беркли (Калифорния). Браун также спроектировал городской Военный мемориальный оперный театр и здание Ветеранов, первый в сотрудничестве с Альбертом Г Лансбургом. Браун был тщательно обучен в соответствии со строгими традициями школы изящных искусств, и в проекте городской ратуши его внимание распространилось до малейших деталей светильников, рисунков на полу и дверных ручек.

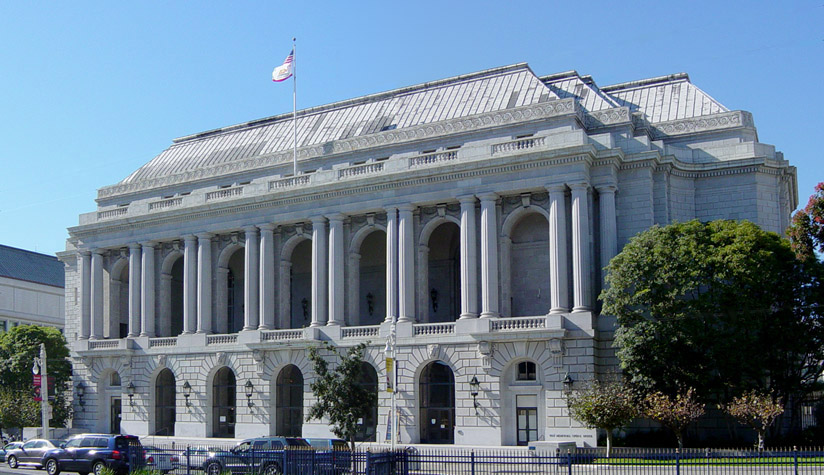
Военный Мемориальный Оперный Театр, Сан-Франциско

В дополнении к их хорошо известным монументальным работам, Бэйквил и Браун спроектировали несколько домов в стиле «Искусства и ремёсла». Ранее среди них были два «двойных дома» обрамленные красным деревом для университета Стэнфорд в 1908 году, и единственное мужское общежитие которое они вновь спроектировали, был дом филиала Бета Чи братства Сигма Ню (разрушенный университетом в 1991 году несмотря на попытки студентов и выпускников присвоить ему историческое значение и восстановить его). Позднее они спроектировали пристройки к дому Бета Тета Пи 1893 года строения архитектора Эрнеста Коксхеда, в котором они жили, будучи студентами, и который на данный момент является достопримечательностью Беркли. Фирма продолжила разработку ряда известных достопримечательностей Сан-Франциско, и множества зданий в Стэнфордском университете, перед тем как Браун распустил товарищество в 1927 году. По договорным причинам множество зданий в Стэнфорде в течение 1930-x продолжили приписываться обоим архитекторам.
В 1926 году Бэйквил и Браун спроектировали в византийском стиле храм Эммануэль, расположенный на пересечении улицы Лэйк и бульвара Аргуэлло в Сан-Франциско, а также в 1927 году - городскую ратушу Пасадины. В большинстве из поздних работ Брауна, построенных в Сан-Франциско выполнены в стиле урезанного классицизма. Выполненная из монолитного бетона в стиле Ар-деко Башня Койта, венчающая Телеграфный Холм, Сан-Франциско, является важной модернистской достопримечательностью Бэй Эрии. Башня Койта одна из первых была украшена фресками работников, которые состояли в Управлении промышленно-строительными работами общественного назначения. "Первобытная природа Башни Койта подходила для такого вида работ больше, чем другие общественные здания, " такова была первая реакция Брауна на этот проект. Диего Ривера изобразил Брауна среди проектировщиков и ремесленников на своей фреске The Making of a Fresco Showing the Building of a City (1931).

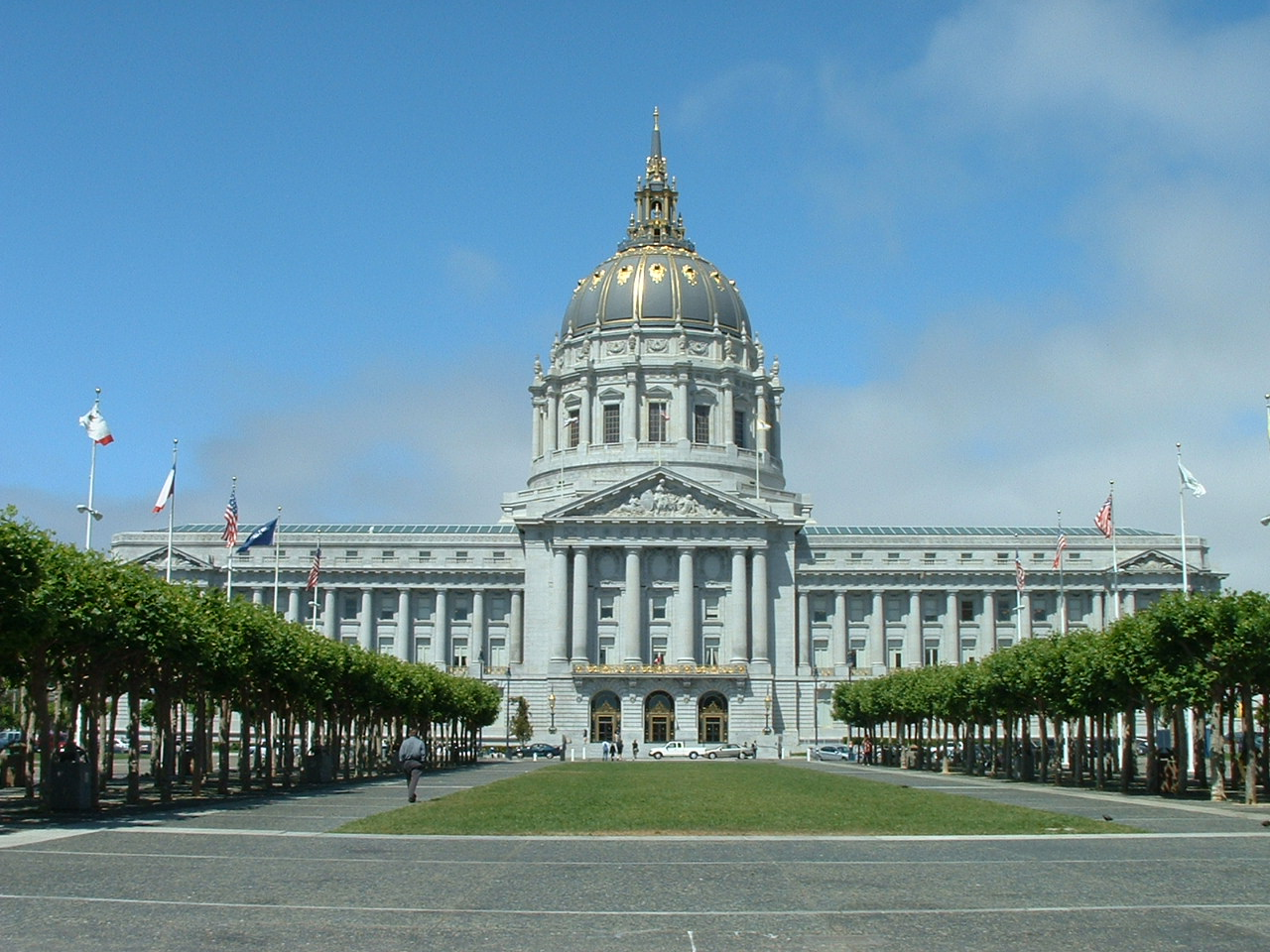
Городская ратуша Сан-Франциско построенная в 1915 году

В городе Вашингтон Браун спроектировал здание Торговой Комиссии между штатами и Здание Министерства Труда, которое является почти близнецом первого здания, а также Аудиторию Эндрю В. Меллона. Все три здания формируют часть Федерального треугольника, самого большого строительного проекта, предпринятого Федеральным правительством США перед строительством Пентагона. Предварительные проектирования начались в 1927 году, с постройкой в годы Великой депрессии между 1932 и 1934 годами. Новые здания были спроектированы таким образом, чтобы в их ансамбле отражалось «достоинство и могущество нации».
Последние работы Брауна были выполнены преимущественно в университете Беркли, где с 1936 по 1950 годы Браун работал планировщиком кампуса и главным архитектором. Основные здания, построенные им там, включают Зал Спроула, Библиотеку Банкрофта,и здание Циклотрона,введённое в эксплуатацию Эрнестом Лоуренсом и Робертом Оппенгеймером.

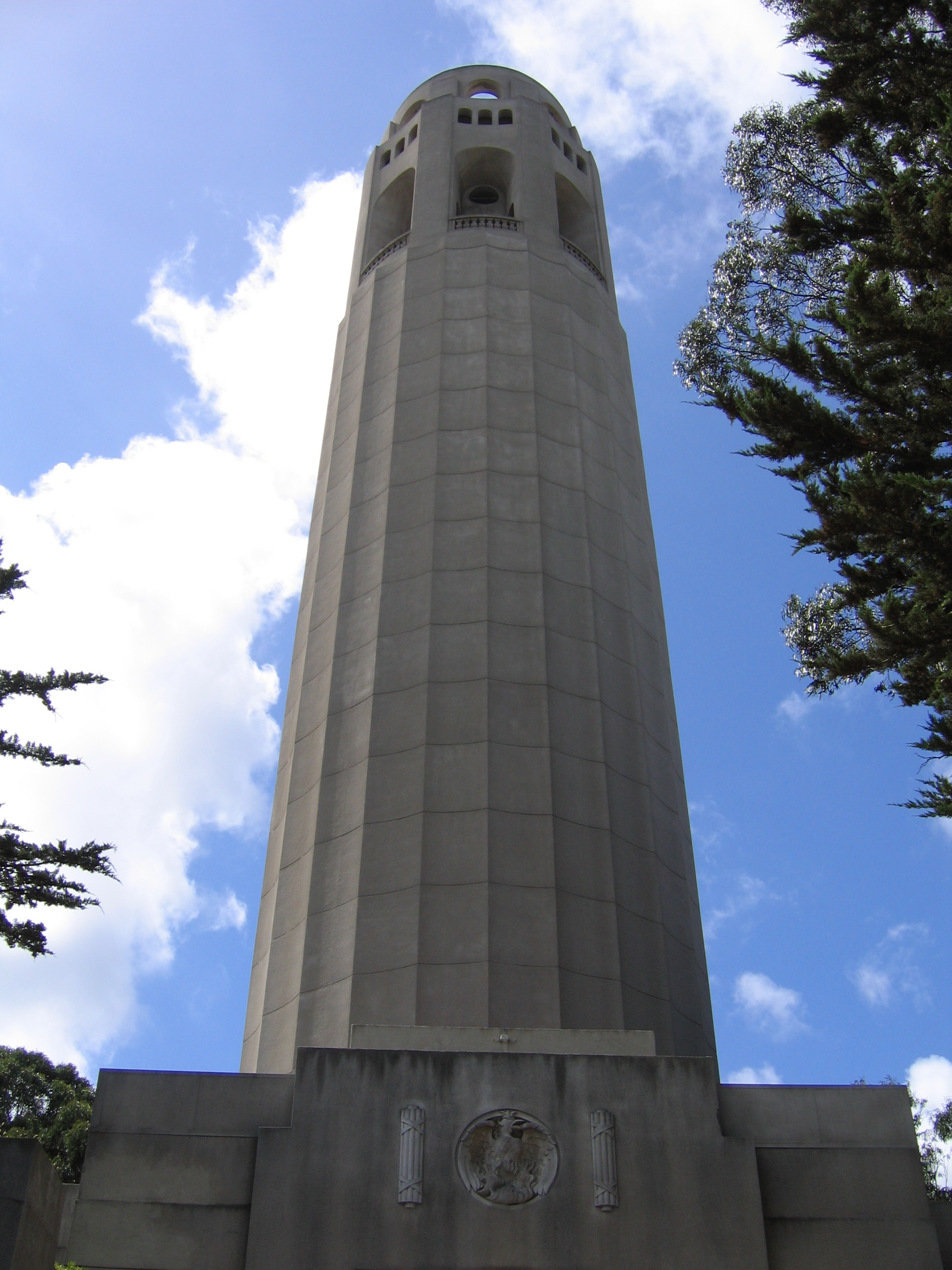
Башня Койта построенная в 1933 году

Браун был избран Членом Американского Института Архитекторов в Американском институте архитекторов в 1930 году. Среди чертежников в его офисе был Кларенс В. В. Мэйхью. В 1943 году Браун был избран в Национальную академию дизайна в качестве Ассоциированного члена и в 1953 году стал полноправным участником. 

## Работы
Представленные ниже работы выполнены в Сан-Франциско, если не указано иное:
- Поместье Фолгер,[19] Вудсайд, Калифорния, 1905
- Интерьеры универмага-галантереи фирмы Город Париж, 1906-09
- Городская ратуша, Беркли (Калифорния), 1908-09
- «Двойные дома» и Дом Бета Чи филиала Сигма Ну, Стэнфордский университет, 1908—1910
- Здание садоводства, Панамо-Тихоокеанская международная выставка, 1915
- Ратуша Сан-Франциско, 1915
- Станция Объединения (Сан-Диего, Калифорния), 1915
- Павильон Бернхэма, Стэнфордский университет, 1921
- Тойон Холл, Стэнфордский университет, 1923
- Институт искусств Сан-Франциско, 1925
- Храм Эману-Эль, 1926
- Здание Тихоокеанской Газовой и Электрической Компании, 1926
- Пасадинская ратуша, Пасадина, Калифорния, 1927
- Госпиталь Святого Иосифа (Сан-Франциско), 1928
- Мемориальная больница Коуэлла, Калифорнийский университет в Беркли, 1930
- Тренажерный зал Робла, Стэнфордский университет, 1931
- Военный мемориальный оперный театр, с Г. Альберт Лансбург, 1932
- Здание Министерства Труда, Washington DC, 1934
- Аудитория Эндрю В. Меллона, Washington DC, 1935
- Городская площадь и федеральное административное здание 50ти Объединенных Наций, 1936
- Мемориальная Аудитория, Стэнфордский Университет, 1937
- Трансбэй Терминал Сан-Франциско, совместно с Тимоти Л. Пфлюгер, 1939
- Гуверская башня, Стэнфордский университет, 1941
- Здание Циклотрона, 1940; Зал Спроула, 1941; Minor Hall, 1941; Donner Laboratory, 1942; Bancroft Library, 1949, UC Berkeley[16][20]

## Дополнительная информация
- Tilman, Jeffrey T. Arthur Brown Jr., Progressive Classicist. — W. W. Norton, 2006. — ISBN 0-393-73178-2.